# O Pereiro de Aguiar
O Pereiro de Aguiar – gmina w Hiszpanii, w prowincji Ourense, w Galicji, o powierzchni 60,89 km². W 2011 roku gmina liczyła 6306 mieszkańców.